# ADRA (Angola)

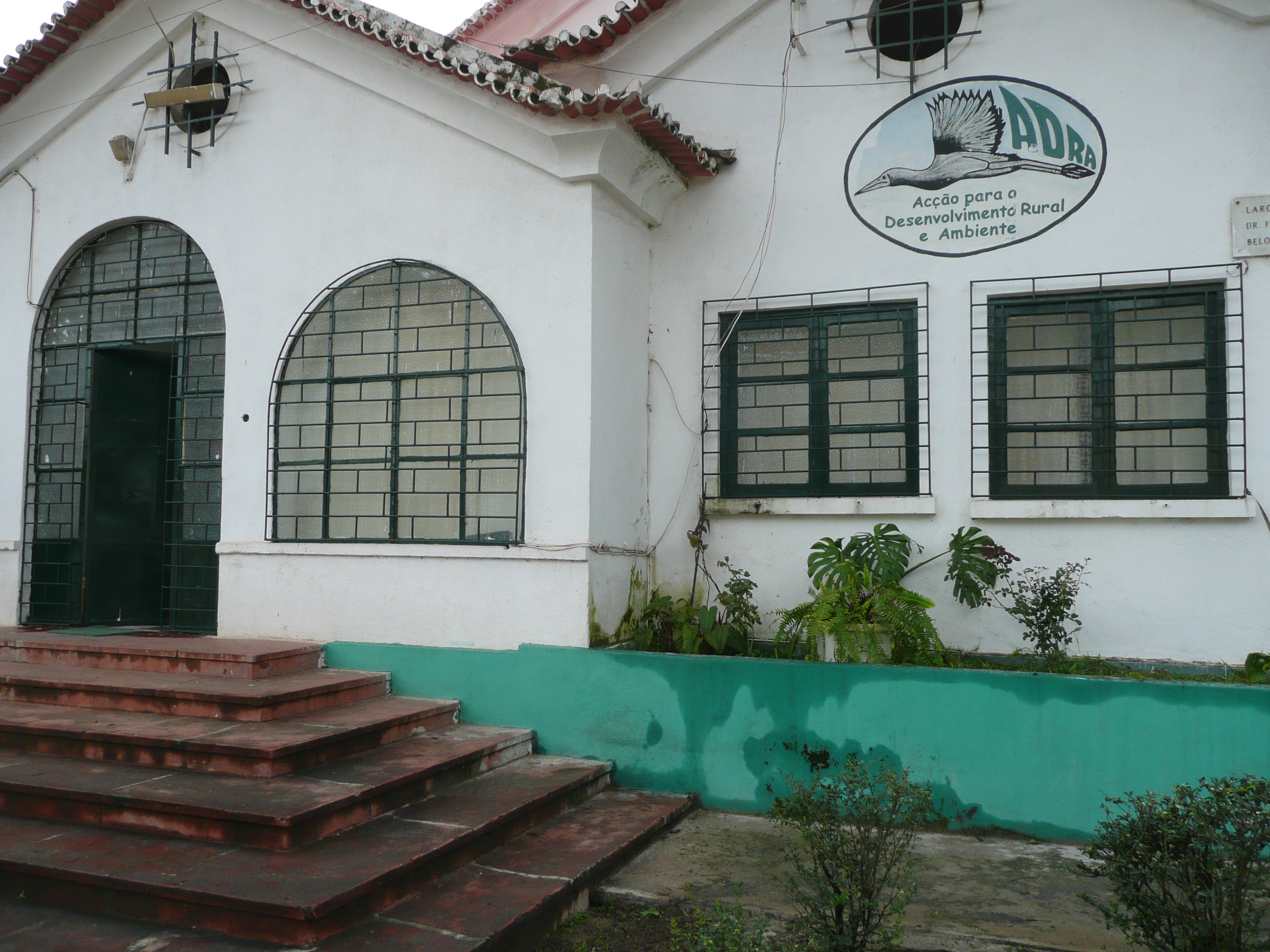
ADRA:s hotell i Huambo (P1000159).

ADRA, föreningen för landsbygdutveckling och miljö, är en icke-statlig organisation i Angola med verksamhet i sex av Angolas arton provinser.
ADRA arbetar för en demokratisk utveckling med fokus på hållbarhet och på att minska fattigdomen. Organisationen upplyser människor om deras medborgerliga rättigheter och stärker på så sätt deras kapacitet att påverka och ställa krav på makthavarna i landet. På senare år har ADRA har skapat en typ av mikrokrediter och arbetar med alfabetisering.
År 2016 stödjer ADRA 54 000 jordbrukande familjer i 808 byar, i 22 kommuner.